# Regla par-impar

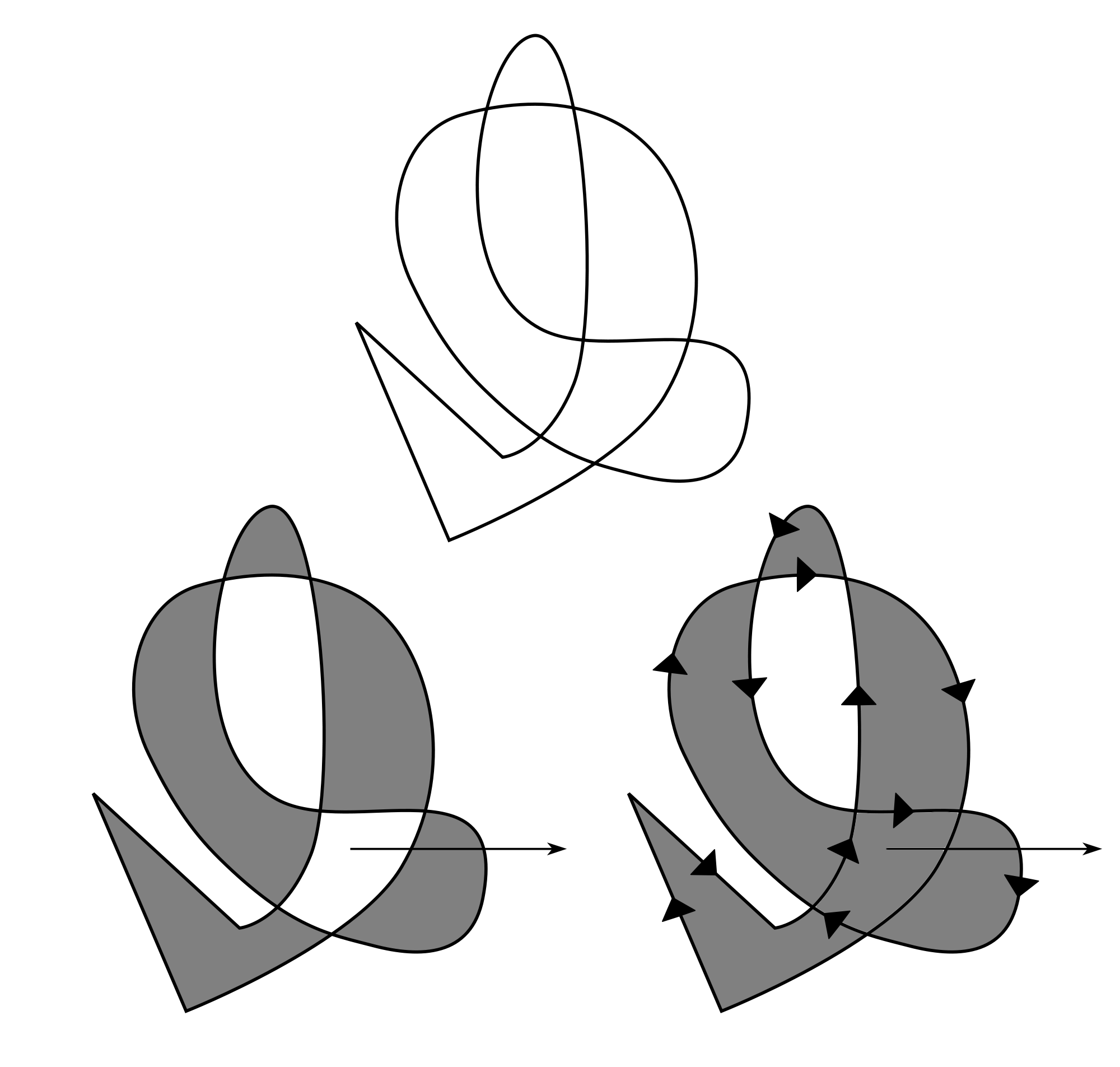
Diagrama que muestra cómo se rellena una curva (arriba) según dos reglas: la regla de pares e impares (izquierda) y la regla de curvatura distinta de cero (derecha). La cuestión es relevante en informática para los gráficos bidimensionales.

La regla par-impar (Even-Odd Rule) es un algoritmo implementado en software gráfico basado en vectores como el lenguaje PostScript y los Gráficos Vectoriales Redimensionables  (del inglés Scalable Vector Graphics) o SVG, que determina como se llena una forma gráfica con más de un contorno cerrado.
La especificación de SVG dice: "Esta regla determina la "Interioridad" de un punto sobre un lienzo mediante la elaboración de una Semi-recta desde ese punto hacia el infinito en cualquier dirección y contando el número de veces que atraviesa un segmento trazado. Si el número es impar, el punto está dentro; si es par, el punto esta fuera."
Esta regla se puede ver, en efecto, en muchos programas gráficos vectoriales (como FreeHand o Illustrator), donde cruzar una línea en sí misma causa formas a llenar de extrañas maneras.
En una curva simple la regla par-impar se reduce a un algoritmo de decisión para el problema del punto en el polígono.

## Implementación

### Python
Debajo un ejemplo de una implementación básica en  Python:
```
def
 
EstaenRuta
(
x
,
 
y
,
 
poly
):

        
'''

        x, y -- x e y coordenadas del punto

        poly -- una lista de tuplas [(x, y), (x, y), ...]

        '''

        
num
 
=
 
len
(
poly
)

        
j
 
=
 
num
 
-
 
1

        
c
 
=
 
False

        
for
 
i
 
in
 
range
(
num
):

                
if
  
((
poly
[
i
][
1
]
 
>
 
y
)
 
!=
 
(
poly
[
j
][
1
]
 
>
 
y
))
 
and
 \
                        
(
x
 
<
 
(
poly
[
j
][
0
]
 
-
 
poly
[
i
][
0
])
 
*
 
(
y
 
-
 
poly
[
i
][
1
])
 
/
 
(
poly
[
j
][
1
]
 
-
 
poly
[
i
][
1
])
 
+
 
poly
[
i
][
0
]):

                    
c
 
=
 
not
 
c

                
j
 
=
 
i

        
return
 
c

```

### Matlab
Debajo una implementación del algoritmo en Matlab:
```
function
 
p
=
EstaenPoligono
(
x,y,pol
),

% x,y coordenadas del punto

% pol matriz con los puntos [[x,y];[x,y];....]

format
 
long

n
 
=
 
length
(
pol
);

j
 
=
 
n
;

p
 
=
 
false
;

for
 
i
=
1
:
n
,

    
v
 
=
 
[
pol
(
i
,:);
pol
(
j
,:)];

    
ymax
 
=
 
max
(
v
(:,
2
));

    
ymin
 
=
 
min
(
v
(:,
2
));

    
inter
 
=((
pol
(
j
,
1
)
-
pol
(
i
,
1
))
*
(
y
-
pol
(
i
,
2
))
/
(
pol
(
j
,
2
)
-
pol
(
i
,
2
))
+
pol
(
i
,
1
));
 

    
if
 
((
ymax
 
>
 
y
)
 
&
 
(
ymin
 
<
 
y
))
 
&
 
(
x
 
<
 
inter
),

        
p
 
=
 
~
p
;

    
end

end

end

```